# مجزرة جامع سارية
مجزرة جامع سارية هي مجزرة وقعت في بعقوبة مركز محافظة ديالى بتاريخ 17 مايو 2013 في منطقة السراي عبور الجسر المؤدي إلى جامع سارية بعد خروج المصلين العزل من الاعتصام في جمعة «خيارنا حفظ هويتنا» أثناء الاحتجاجات العراقية 2013 حيث استهدف المصلين بعبوتين ناسفتين بعد خروجهم من الصلاة الموحدة وفتح النار على الجرحى والذين حاولوا الهرب وقد اتهم الحراك الشعبي في العراق حكومة نوري المالكي وقوات سوات التابعة لـنوري المالكي بارتكاب هذه المجزرة كونه المسؤول عن المجزرة التي سبقت سارية وهي مجزرة الحويجة والتي أدت إلى مقتل ما يزيد عن 40 شخصا من المتظاهرين السلميين وجرح ما لا يقل عن 46 شخصا بجروح متفاوتة.
صورة لشهداء سارية

## التجهيزات قبل حدوث المجزرة
قامت القوات الأمنية العراقية بتغيير أحد أماكن تمركزها الدائمة على جسر الجمهورية قبل حدوث المجزرة أثناء خروج المصلين من مسجد سارية.

## ردود الفعل محلياً
الاستاذ عبد الرحمن الجنابي (منسق الحراك في الخارج): «الذي قاد قوات سوات وذهب وفعل مجزرة الحويجة هو نفسه اليوم يفعل مجزرة سارية وسيفعل مجزرة سارية أخرى لأنه مسنود من قبل المالكي».
قادة الحراك الشعبي في العراق استنكرت المجزرة التي حصدت أرواح الابرياء واعلنوا بصريح العبارة ان استهداف المصلين العزل جاء على ايدٍ خبيثة تهدف إلى ابادة وتغيير الهوية السنية عن ديالى:
«أبت قوى الظلام والحقد الا ان تكون لهم بصمة في الشر والعدوان على المصلين الآمنين في ساحة جامع سارية ساحة العز والثبات والايمان وبينما خطيب الجمعة الموحدة يلقي خطبته في الحشود المباركة التي تزداد جمعة بعد جمعة فوجئنا بانفجار عبوة ناسفة تستهدف حشود المصلين نود ان نبعث في بياننا هذا بعض الرسائل، تحميل الجهات الامنية مسؤولية هذا الخرق الامني».
استمرار أهالي ديالى في الاعتصامات السلمية في صلاة الجمعة الموحدة بعد المجزرة، بل وازداد عدد المعتصمين في مسجد سارية بعد هذا الحادث تعبيرا عن رفع شعار القضية السنية.

## احداث بعد المجزرة
لم يكتفي المالكي بقتله للمصلين بل تعدت ميليشياته وقواته الغاشمة إلى حرق المنازل واغتيال شباب السنة في عدة مناطق وبالعشرات من أهالي ديالى الأمر الذي أدى إلى نزوح جماعي هائل هرباً من الموت.
اعتقال اثنين من المصلين الناجين من الحادث وتعذيبهم والصاق التهمة إليهم لتبرير قوات المالكي من العمل الإجرامي في جامع سارية.
دعوات لقادة الحراك الشعبي في محافظة ديالى لإقامة الاقليم السني وقال معلقا الدكتور احمد سعيد من ديالى ان محافظة الأنبار هي حاضنة أهل السنة والتحذير من الحرب لأن «الدماء تديم العداوات» حسب تعبيره.
وبعد اعتقال النائب احمد العلواني ورفع خيم المتظاهرين في الرمادي انطلقت شرارة الثورة العراقية المسلحة لمحاربة حكومة المالكي وميليشياته وهو ما يعرف بـ اشتباكات الأنبار في نهاية عام 2013.